# Armschlinge

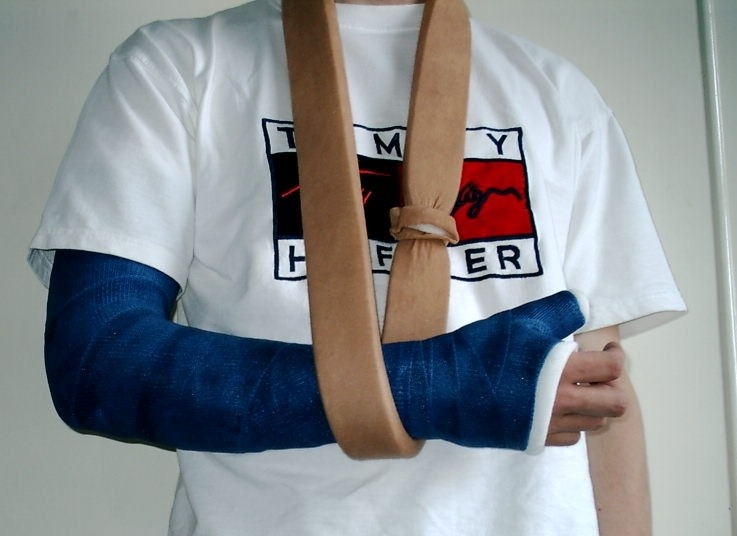
Oberarmgips mit Armschlinge

Eine Armschlinge (engl. sling) ist ein medizinisches Hilfsmittel zum Ruhigstellen des Arms bei Verletzungen, Erkrankungen/Entzündungen oder nach Operationen. 
Am bekanntesten ist das Dreiecktuch aus der Ersten Hilfe. Neben dieser Akutmaßnahme unmittelbar nach Verletzungen und Unfällen werden Arm(trage)schlingen auch nach Anweisung des Arztes zur eigentlichen Behandlung oder zur Unterstützung der Heilung verwendet. Dies kann beispielsweise bei Gipsverbänden, insbesondere bei einem Oberarmgips, der Fall sein. Auch bei Entzündungen, beispielsweise einer Epicondylitis („Tennisarm“), kann die Ruhigstellung in einer Armschlinge Linderung verschaffen; ebenso bei anderen Reizungs- und Überlastungserscheinungen in Schulter oder Ellenbogen.
Neben den bekannten Dreiecktüchern kommen u. a. gebrauchsfertige taschenartige Armschlingen in verschiedenen Größen zum Einsatz. Außerdem gibt es vorgefertigte Gurte und Bänder, die individuell angepasst werden können. Einige Ärzte und Krankenhäuser verzichten auf vorgefertigte Materialien und fertigen Armschlingen und Rucksackverbände aus Verbandschlauch, der mit polsternder Watte gefüllt wird, selbst an.
Auch wenn die Verwendung einer Armschlinge bei Beschwerden in Schulter oder Arm angenehm ist, sollte dies nicht ohne Arztbesuch geschehen, da eine Ruhigstellung der Schulter zur sekundären Form der Frozen Shoulder (teilweise Gelenkversteifung) führen kann, was zu zusätzlichen Beschwerden führt und eine weitergehende Behandlung (Physiotherapie) erforderlich machen kann.
Insbesondere in der Schweiz bezeichnet der Begriff „Mitella“ eine längenverstellbare Armschlinge aus einem Gurt / Band.